# Visconde de Idanha
Visconde de Idanha é um título nobiliárquico criado por D. Carlos I de Portugal, por Decreto de 7 de Junho de 1894, em favor de Francisco Moreira Freire Correia Manoel Torres de Aboim.
Titulares
1. Francisco Moreira Freire Correia Manoel Torres de Aboim, 1.º Visconde de Idanha;
2. Raul Rego Correia Freire Manoel Torres de Aboim, 2.º Visconde de Idanha.